# Leioproctus spegazzini
Leioproctus spegazzini là một loài Hymenoptera trong họ Colletidae. Loài này được Jörgensen mô tả khoa học năm 1912.